# Stictochironomus townesi
Stictochironomus townesi är en tvåvingeart som beskrevs av Tokunaga 1964. Stictochironomus townesi ingår i släktet Stictochironomus och familjen fjädermyggor. Inga underarter finns listade i Catalogue of Life.